# Кионгоп
Кионгоп — деревня в Якшур-Бодьинском районе Удмуртской республики.

## География
Находится в центральной части Удмуртии на расстоянии приблизительно 14 км на северо-восток по прямой от районного центра села Якшур-Бодья.

## История
Основана в XVIII веке крестьянами из деревни Пазелей Чутырской волости. В 1873 году упоминалась как починок Вышой нижний (Кионгон) с 27 дворами. 35 дворов в 1893 (починок Вверх по речке Вотке или Кион-гон), 44 (1905), 54 (1924, Кион-Гоп). До 2021 год входила в состав Пушкарёвского сельского поселения.

## Население
Постоянное население составляло 175 жителей (1873), 267 (1893, удмурты), 352 (1905), 363 (1924), 1 человек в 2002 году (удмурты 100 %), 0 в 2012.